# 山内一洋
山内 一洋（やまうち かずひろ、1958年11月18日 - ）は、日本の実業家。元ジブラルタ生命保険株式会社代表取締役社長兼CEO。

## 人物・経歴
神奈川県出身。1983年に横浜国立大学経営学部を卒業後、東洋信託銀行（現三菱UFJ信託銀行）に入行。2001年、シティバンク・エヌ・エイ東京支店入行し、2007年、ジブラルタ生命保険に入社。2014年取締役兼執行役員常務に就任し、2016年4月よりジブラルタ生命保険代表取締役社長兼CEOに就任した。2019年に同職を退任。
2020年よりアイペット損害保険株式会社取締役や、アイペットホールディングス株式会社取締役に就任した。